# 銀の滴降る降るまわりに
- 銀の滴降る降るまわりに
- 銀の滴降る降るまはりに

『銀の滴降る降るまわりに』（ぎんのしずくふるふるまわりに、アイヌ語原題：Sirokanipe Ranran Piskan/シロカニペ ランラン ピㇱカン）とは、アイヌの神謡のひとつ。知里幸恵の編訳『アイヌ神謡集』（1923年）に収録され、アイヌによって最初に文字になって世に出されたアイヌ文学のひとつである。
『アイヌ神謡集』に記される本作のもう一つのタイトルが『梟の神の自ら歌った謡』（アイヌ語原題:Kamuycikap Kamuy Yayeyukar）であるように、物語は神（カムイ）であるシマフクロウの視点で進められ、アイヌとカムイの関係を通してアイヌの世界観・信仰が語られる。しかし本作は伝統的な神謡と異なる点も少なくなく、中川裕は「アイヌ文学を代表する作品だが、内容も形式的にも謎が多い神謡」と評している。
本作には幸恵による和訳のほかに、知里真志保による和訳『フクロー神が所作しながら歌った神謡』もあるほか、英語・フランス語・ロシア語などの多くの言語に翻訳されている。

## あらすじ
「銀の滴降る降るまわりに、金の滴降る降るまわりに」という歌をうたいながら人間の村を見下ろすと、昔の貧乏人がお金持ちになり、昔のお金持ちが貧乏人になっていた。
海辺で子供たちが弓矢で遊んでいた。子供たちは私を見ると競って射当てようとした。私はお金持ちの子が放った矢をかわしたが、貧乏で虐められていた子を不憫に思って、その子の矢を手を差し伸べて取った。
舞い降りた私を、貧乏人の子は第一の窓から家に迎え入れた。老夫婦は「貧しく粗末な家にお越しいただき有難うございます。大神様を御泊めすることは恐れ多い事ですが、日も暮れましたのでお泊り頂き、明日はイナウだけてもご用意しましょう」と申しながら何度も私に礼拝した。
家族が寝入ると、耳と耳の間に坐っていた私は起き上がり「銀の滴降る降るまわりに、金の滴降る降るまわりに」という歌をうたいながら、家の中を宝で満たし、家を大きく立派に造り変えた。そして家族に夢を見せて「不憫に思ったので、この家に泊って恵んでやった」と伝えた。夜が明けると老夫婦はとても驚いて声をあげて泣き、老人は私のところに来て繰り返し礼拝した。
老人は酒を用意し、村人たちを酒宴に招待した。村人たちは貧乏な家族を馬鹿にしてやろうとやってきたが、家を見て驚いた。主人は村人たちを家に招き入れてわけを話し、「こうしてお恵みを頂いたから、これからは村人皆で仲良く交流したい」と述べた。村人たちは老人に今までの無礼を謝し、そして私にも礼拝した。
それから酒宴が始まり、私は家の神々と話をしながら人間の舞いを眺めて楽しんだ。酒宴が終わると、人間たちが仲良くしているのを見て、私は安心して神の国へ帰った。
私が家に帰ると、私の家は捧げ物で満たされていた。私は神々を招待して酒宴をひらいた。神々に人間の村を訪問した時の話をすると、神々は私の事を誉め讃えた。人間の村を見るとみんな仲良くしており、主人は村の頭になり子供は親孝行をしている。酒を造ったときは、いつも私にイナウと酒を送ってくる。私も人間たちの後で、人間の国を護っています。
と、ふくろうの神様が物語りました。

## 知里幸恵による編訳と評価
『アイヌ神謡集』の第1話である本作は、アイヌ文学でも珠玉の作品とされ、小田邦夫は「童話的な心地よい透明感があり、コタン社会の美しい人間像を読み取ることができる」と評している。日本語訳の冒頭のフレーズ「銀の滴降る降るまわりに、金の滴降る降るまわりに」は、幸恵の優れた文才を示す詩として知られており、アイヌ文化を象徴する言葉として用いられることも少なくない。
幸恵は、金田一京助との出会いをきっかけにアイヌ文学の研究に身を捧げることとなった。幸恵は、金田一から送られた3冊の大学ノートにアイヌ文学を筆録していくが、2冊目のノートから本格的に筆録と日本語訳を始めた。本作が最初に文字で記されたのは、その2冊目のノートの冒頭である。2冊目の幸恵のノートを読んだ金田一はその内容に驚嘆し、すぐに書籍化に奔走することになった。幸恵は、東京に出て金田一の元に寄宿しつつ『アイヌ神謡集』の編訳を行い、それを終えた後に死去してしまう。幸恵の死後1年ほどのちに『アイヌ神謡集』が刊行されるが、その直後に関東大震災が発生し、幸恵のタイプ原稿を含む資料が消失してしまった。それゆえ本作にも不明な点が多い。
『アイヌ神謡集』の日本語訳は直訳調であることが指摘されているが、それでも『知里幸恵ノート』と『アイヌ神謡集』を比較すると推敲の痕があり、特に本作は大幅に加筆や修正が行われている。例えば「銀の滴降る降るまわりに」は、ノートに「あたりに降るふる銀の水」と記しているが、アイヌ語の原文を逐語訳すると「銀の水降れ降れまわり」である。
いっぽうで本作は、伝統的なアイヌ文学には無い内容であることが研究者によって指摘されている。小田は、アイヌの社会に階級的要素があることに着目し、本作の完成は近代に近いとしている。片山龍峯は「村人の関係が逆転した時に、今までのいじめや差別を忘れて仲良くしましょうというといった綺麗ごとで済ませる点に、アイヌの物語らしからぬものを感じる」とした上で、幸恵の人格が強く反映されていると推測している。
また、本作と類話と比較した中川裕は、アイヌの物語は因果関係を重視するとした上で、本作は老夫婦が貧乏になった理由を記さず、また結末も懲罰的でない点が不自然としている。さらに本作には「赦し」の思想が込められているとしたうえで、敬虔なキリスト教徒であった幸恵あるいは叔母の金成マツによって創作された神謡である可能性を指摘している。

## 解説

### アイヌの狩りと世界観

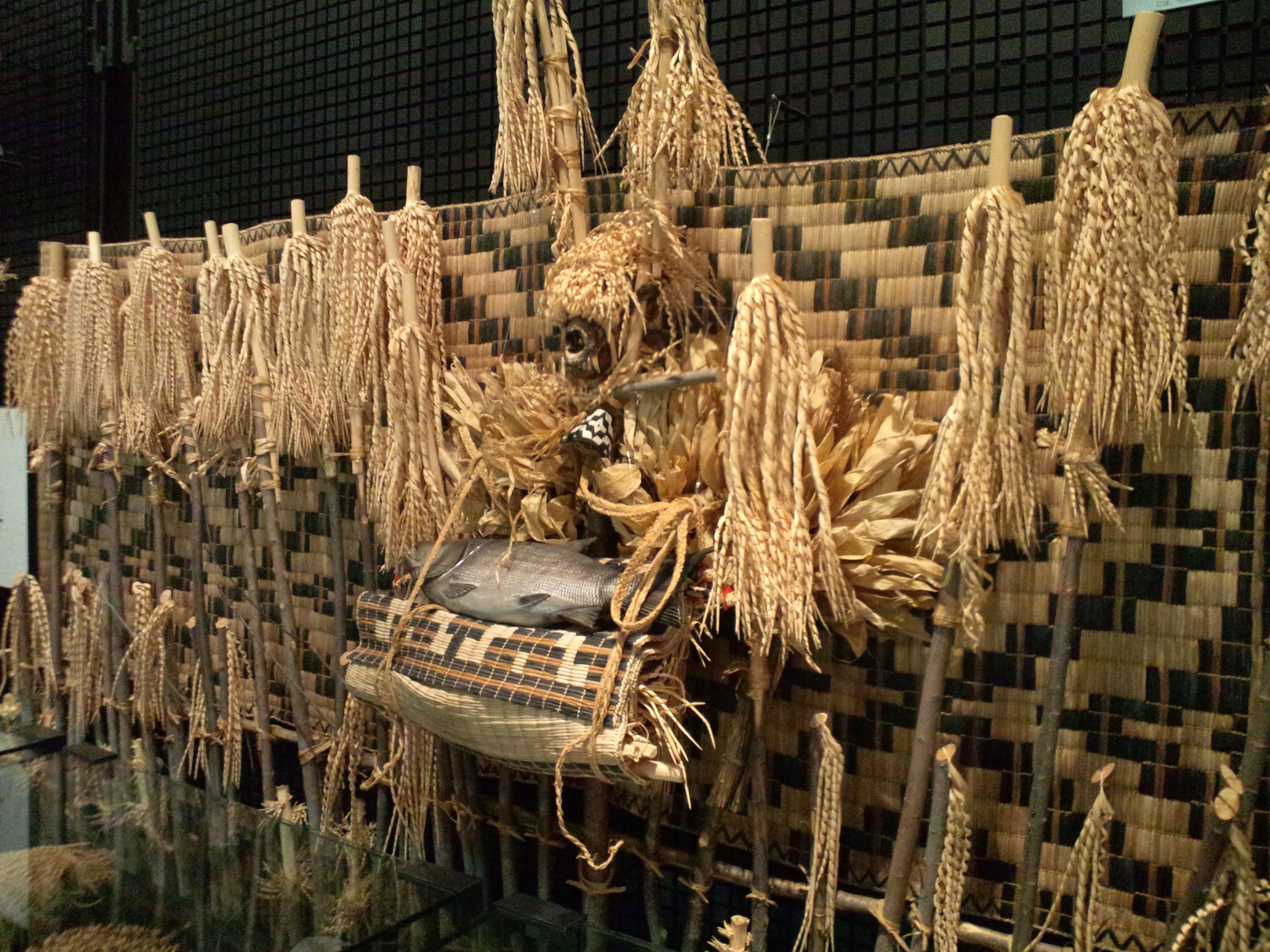
熊のイオマンテの祭壇。中央に熊の頭がありイナウや鮭を捧げる。

アイヌの世界観では、カムイは良い人間との出会いを求めて動物の姿になって人間の国（アイヌ語：アイヌモシㇼ）にやって来るとされ、善い行いをする人間を見込んで狩られることを選ぶと考えていた。したがって狩りは技術だけではなく、人徳の問題でもあった。本作にある「矢を手に取る」とは、それを表す比喩表現である。
カムイと人間は対等な立場であり、両者の間には共存関係あるいは一種の交易の関係があると考えられていた。そのためカムイから肉や羽などの恵みを得た人間は、カムイをまれびととしてもてなし、木幣（イナウ）・酒（トノト）・団子（シト）などカムイの国（アイヌ語：カムイモシㇼ）には無い物を霊魂に捧げて神の国に送り返す。これがアイヌの霊送りの儀式（イオマンテ）である。イオマンテはヒグマに対して行うことが良く知られているが、アイヌ語でコタン・コル・カムイ（村を護る神）とも呼ばれるシマフクロウのイオマンテも大切にされた。
まれびとであるカムイを、アイヌは第一の窓から家（チセ）に招き入れて祀る。第一の窓は神窓とも呼ばれ、カムイ専用の出入り口で神聖な窓とされた。アイヌはカムイの身体は衣装のようなもので、その本体である霊魂は頭の上にいると考えていた。そのためカムイを解体するときも頭部は残し、これを上座に据えて祀った。本作の「耳と耳の間に坐る」という表現は、カムイの霊魂が頭の上に居ることを意味する比喩表現である。またアイヌは、動物だけでなく自然現象や人工物もカムイと考えていた。本作ではフクロウのカムイが家や火や御幣棚のカムイと語らい合う場面がある。

### 神謡とサケヘ
神謡とは、アイヌ文学のジャンルのひとつで、神の視点から語られる物語の総称である。真志保は、本作は幌別に伝承した神謡としている。
謡（うた）と称されるように、神謡はメロディに乗せて口演される口承文芸である。幸恵は本作について「此の歌は非常に、聞いていると優しい美しい感じが致します。この節が私は大好きなのでございます」とノートに記している。しかし本作がどの様に謡われたのかは記録に残されていない。いっぽうで筆録されたアイヌ語の原文からも、アイヌの口承文芸の特徴である韻文や対句などの表現技法を垣間見ることができ、アイヌ語で朗読すべき作品という評価も少なくない。
神謡が口演されるときの特徴のひとつとして、折返し句（サケヘ）と呼ばれる定型句を何度も挟みながら謡うことが挙げられる。また、本来神謡には題名がないが、アイヌは特定の神謡を指すときにサケヘの言葉で表現しており、『アイヌ神謡集』でもサケヘをそのままタイトルにしている。その原則に従えば本作のサケヘは「シロカニペ ランラン ピㇱカン」である。
しかし本作以外の収録作品はアイヌ語のサケヘをそのまま仮名書きでタイトルとしているのに対し、本作ではあえて日本語訳をタイトルとしている点が異なる。さらにアイヌ語の文法に従えば「シロカニペ ピㇱカニタ ランラン」とするのが正しく、本作のフレーズは不可思議であると指摘されている。また一般的な神謡のサケヘは、鳴き声などに由来し主人公のカムイが何者なのかを表す、本文とは関係のない言葉とされるが、本作のサケヘは物語の内容に巧みに組み込まれている点で全く異なる様相を呈している。このような特殊なサケヘは本作以外の神謡にもまれに見られるが、中川や片山は幸恵が「銀の滴降る降るまわりに」というフレーズを優先したため本来のサケヘを記さなかった可能性を指摘している。また『アイヌ神謡集』の謡を実験的に復元した中本ムツ子は、本作のサケヘを「ピㇱカン」としている。

## 知里真志保による訳
本作は、幸恵の弟知里真志保と小田邦夫による共著『ユーカラ鑑賞』（1956年）にも『フクロー神が所作しながら歌った神謡』のタイトルで収録されている。両者を比較した花崎皋平は「幸恵訳は語り口調が強く、真志保訳は流暢で詩として美しい」とし、「真志保は敬愛する姉の訳をさらに練り上げたのであろう」としている。